# سیارک ۱۵۹۱۱
سیارک ۱۵۹۱۱ (به انگلیسی: 15911 Davidgauthier، نامگذاری:1997TL21) پانزده هزار و نهصد و یازدهمین سیارک کشف شده‌است که در ۴ اکتبر ۱۹۹۷ کشف شد.
قدر مطلق سیارک برابر ۵.۹ است.